# Premi Cóndor de Plata a la millor actriu
El Premi Cóndor de Plata a la millor actriu és un dels guardons concedits per l'Asociación de Cronistas Cinematográficos de la Argentina, per a donar un distingit reconeixement a les actuacions d'actrius en rols protagonistes en una pel·lícula de l'any anterior a la cerimònia de lliurament d'aquest premi.
En el present article es dona coneixement d'una llista de les actrius guanyadores i nominades per al premi a través dels anys, des del primer lliurament en la cerimònia dels Cóndor de Plata de l'any 1943, fins al present, així com també els respectius films en els quals van participar, i pels quals van ser considerades per al reconeixement.
Entre les guanyadores es poden trobar actrius d'alt renom i trajectòria professional, com Norma Aleandro, Graciela Borges, Cecilia Roth, Thelma Biral i Tita Merello, entre moltes altres.

## Guanyadores i nominades

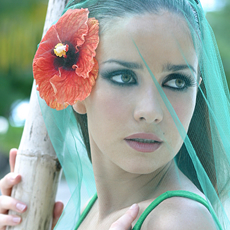
Natalia Oreiro, qui va rebre el guardó en 2013 per Infancia clandestina, el 2014 per Wakolda i el 2017 prr Gilda, no me arrepiento de este amor.

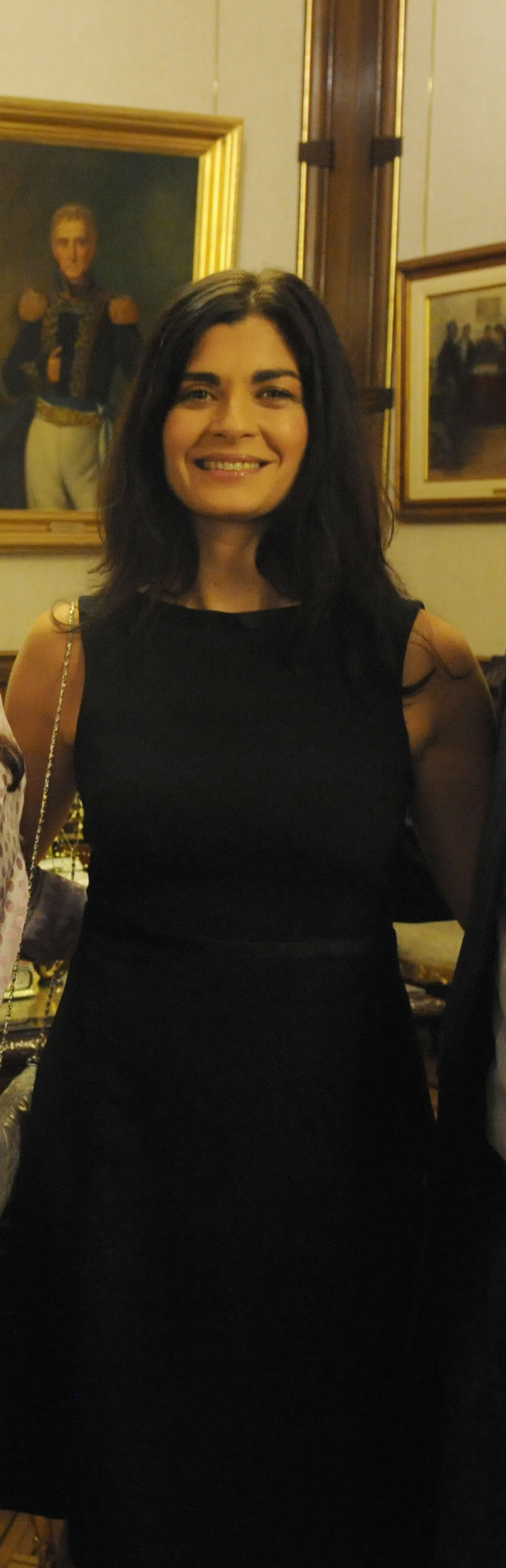
Soledad Villamil, premiada els anys 2000i 2010.

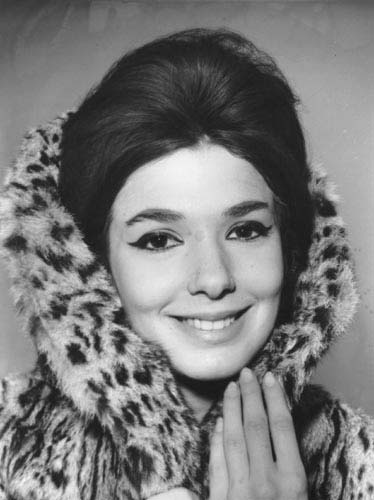
Graciela Borges, premiada el 2002 per la pel·lícula La Ciénaga.

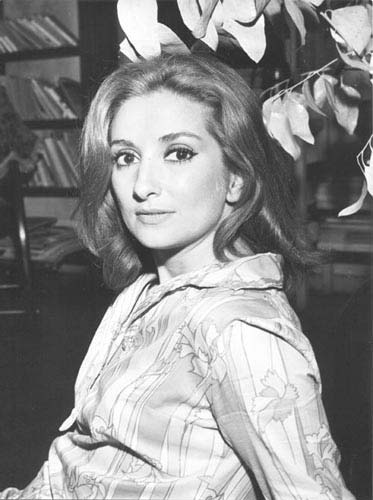
Norma Aleandro, guanyadora el 1986 i 1997.

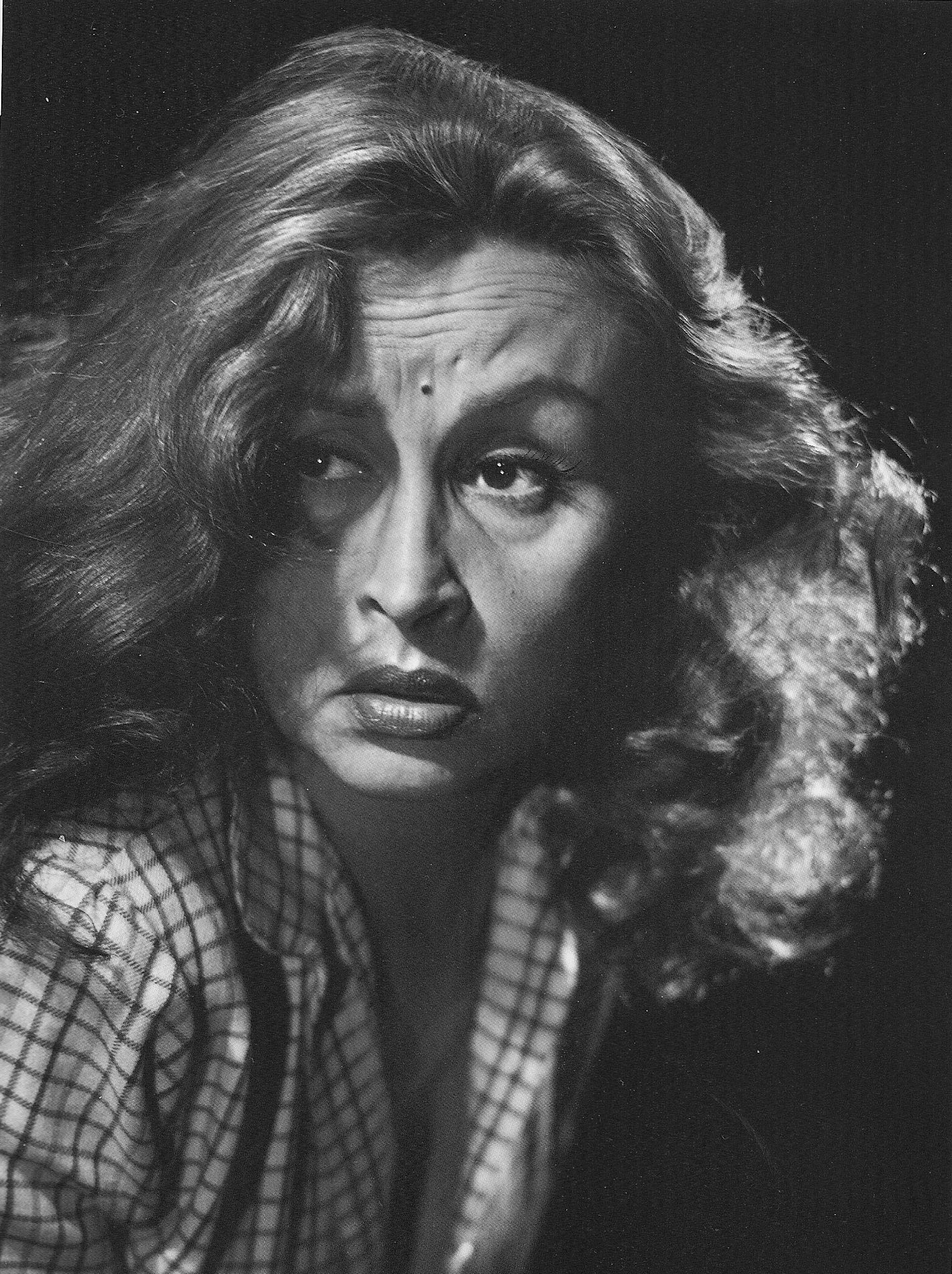
Tita Merello, guanyadora els anys 1951, 1952 y 1953.

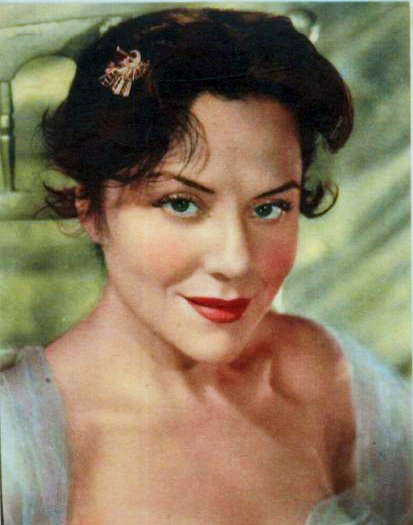
Amelia Bence, qui va obtenir el premi en quatre ocasions i dues consecutives.

### Dècada del 2020
| Any                    | Actriu                      | pel·lícula |
| ---------------------- | --------------------------- | ---------- |
| 2020                   |                             |            |
| Sofía Gala Castiglione | El cuidado de los otros     |            |
| Érica Rivas            | Los sonámbulos              |            |
| Paola Barrientos       | La afinadora de los árboles |            |
| Belén Blanco           | La deuda                    |            |
| Mercedes Morán         | Sueño Florianópolis         |            |

### Dècada del 2010
| Any                                                           | Actriu                                 | pel·lícula |
| ------------------------------------------------------------- | -------------------------------------- | ---------- |
| 2019                                                          |                                        |            |
| Mercedes Morán                                                | Familia sumergida                      |            |
| Victoria Almeida                                              | Joel                                   |            |
| Valeria Bertuccelli                                           | La reina del miedo                     |            |
| Elisa Carricajo, Valeria Correa, Pilar Gamboa i Laura Paredes | La flor                                |            |
| Sandra Sandrini                                               | La cama                                |            |
| 2018                                                          |                                        |            |
| Sofía Gala Castiglione                                        | Alanis                                 |            |
| Valentina Bassi                                               | Al desierto                            |            |
| Pilar Gamboa                                                  | El futuro que viene                    |            |
| Paulina García                                                | La novia del desierto                  |            |
| Bárbara Lennie                                                | Una especie de familia                 |            |
| 2017                                                          |                                        |            |
| Natalia Oreiro                                                | Gilda, no me arrepiento de este amor   |            |
| Érica Rivas                                                   | La luz incidente                       |            |
| Ana Katz                                                      | Hijos nuestros                         |            |
| Marilú Marini                                                 | El eslabón podrido                     |            |
| Ailín Salas                                                   | Lulú                                   |            |
| 2016                                                          |                                        |            |
| Dolores Fonzi                                                 | La patota                              |            |
| Pilar Gamboa                                                  | El incendio                            |            |
| Verónica Llinás                                               | La mujer de los perros                 |            |
| Érica Rivas                                                   | Pistas para volver a casa              |            |
| Julieta Zylberberg                                            | Mi amiga del parque                    |            |
| 2015                                                          |                                        |            |
| Julieta Díaz                                                  | Refugiado                              |            |
| Moro Anghileri                                                | La corporación                         |            |
| Celeste Cid                                                   | Aire libre                             |            |
| Mónica Lairana                                                | Mujer lobo                             |            |
| Mercedes Morán                                                | Betibú                                 |            |
| 2014                                                          |                                        |            |
| Natalia Oreiro                                                | Wakolda                                |            |
| Ana María Picchio                                             | Cuando yo te vuelva a ver              |            |
| Claudia Fontán                                                | La reconstrucción                      |            |
| Julieta Díaz                                                  | Corazón de León                        |            |
| Martina Juncadella                                            | Habi, la extranjera                    |            |
| Valeria Bertuccelli                                           | Vino para robar                        |            |
| 2013                                                          |                                        |            |
| Natalia Oreiro                                                | Infancia clandestina                   |            |
| Celeste Cid                                                   | El amigo alemán                        |            |
| Dolores Fonzi                                                 | El campo                               |            |
| Julieta Díaz                                                  | Dos más dos                            |            |
| Martina Gusmán                                                | Elefante blanco                        |            |
| 2012                                                          |                                        |            |
| Beatriz Spelzini                                              | El gato desaparece                     |            |
| Érica Rivas                                                   | Antes del estreno                      |            |
| Graciela Borges                                               | Viudas                                 |            |
| Julieta Díaz                                                  | Juan y Eva                             |            |
| Susú Pecoraro                                                 | Verdades verdaderas, la vida de Estela |            |
| 2011                                                          |                                        |            |
| Julieta Zylberberg                                            | La mirada invisible                    |            |
| Érica Rivas                                                   | Por tu culpa                           |            |
| Graciela Borges                                               | Dos hermanos                           |            |
| María Onetto                                                  | Rompecabezas                           |            |
| Martina Gusmán                                                | Carancho                               |            |
| 2010                                                          |                                        |            |
| Soledad Villamil                                              | El secreto de sus ojos                 |            |
| Ana Celentano                                                 | Las viudas de los jueves               |            |
| Leonor Manso                                                  | Luisa                                  |            |
| Marilú Marini                                                 | Mentiras piadosas                      |            |
| Natalia Oreiro                                                | Música en espera                       |            |

### Dècada del 2000
| Any                 | Actriu                         | pel·lícula |
| ------------------- | ------------------------------ | ---------- |
| 2009                |                                |            |
| María Onetto        | La mujer sin cabeza            |            |
| Ana Celentano       | Las vidas posibles             |            |
| Leonora Balcarce    | Cordero de Dios                |            |
| Martina Gusmán      | Leonera                        |            |
| Valeria Bertuccelli | Un novio para mi mujer         |            |
| 2008                |                                |            |
| Inés Efron          | XXY                            |            |
| Ana Katz            | Una novia errante              |            |
| Beatriz Spelzini    | Yo la recuerdo ahora           |            |
| Carolina Peleritti  | ¿Quién dice que es fácil?      |            |
| Silvia Pérez        | Encarnación                    |            |
| 2007                |                                |            |
| Valeria Bertuccelli | Mientras tanto                 |            |
| Adriana Aizemberg   | A través de tus ojos           |            |
| Carolina Fal        | Monobloc                       |            |
| Graciela Borges     | Las manos                      |            |
| Julieta Diaz        | Derecho de familia             |            |
| Leonora Balcarce    | Los suicidas                   |            |
| 2006                |                                |            |
| China Zorrilla      | Elsa y Fred                    |            |
| Antonella Costa     | El viento                      |            |
| Cristina Banegas    | Géminis                        |            |
| Norma Aleandro      | Cama adentro                   |            |
| Valeria Bertuccelli | Hermanas                       |            |
| 2005                |                                |            |
| Susú Pecoraro       | Roma                           |            |
| Antonella Costa     | Hoy y mañana                   |            |
| China Zorrilla      | Conversaciones con mamá        |            |
| Inés Estévez        | Ay Juancito                    |            |
| Mercedes Morán      | Luna de Avellaneda             |            |
| 2004                |                                |            |
| Marina Glezer       | El Polaquito                   |            |
| Norma Aleandro      | Cleopatra                      |            |
| Jimena La Torre     | Bar, El Chino                  |            |
| Raquel Bank         | El juego de la silla           |            |
| Ivonne Fournery     | Sangre                         |            |
| 2003                |                                |            |
| Rita Cortese        | Herencia                       |            |
| Dolores Fonzi       | Caja negra                     |            |
| Mercedes Sampietro  | Lugares comunes                |            |
| Soledad Villamil    | Un oso rojo                    |            |
| Valentina Bassi     | Un día de suerte               |            |
| 2002                |                                |            |
| Graciela Borges     | La ciénaga                     |            |
| Ariadna Gil         | El lado oscuro del corazón 2   |            |
| Carmen Maura        | Arregui, la noticia del día    |            |
| Cecilia Roth        | Antigua vida mía               |            |
| Irene Visedo        | Los pasos perdidos             |            |
| 2001                |                                |            |
| Ariadna Gil         | Nueces para el amor            |            |
| Cecilia Roth        | Una noche con Sabrina Love     |            |
| Cristina Banegas    | Invocación                     |            |
| Inés Sastre         | Un amor de Borges              |            |
| Virginia Lago       | Los días de la vida            |            |
| 2000                |                                |            |
| Soledad Villamil    | El mismo amor, la misma lluvia |            |
| Antonella Costa     | Garage Olimpo                  |            |
| Vera Fogwill        | El viento se llevó lo que      |            |

### Dècada del 1990
| Any                  | Actriu                                                    | pel·lícula                         |
| -------------------- | --------------------------------------------------------- | ---------------------------------- |
| 1999                 |                                                           |                                    |
| Íngrid Rubio         | El faro                                                   |                                    |
| Aitana Sánchez Gijón | Sus ojos se cerraron                                      |                                    |
| Angela Correa        | La nube                                                   |                                    |
| Assumpta Serna       | Momentos robados                                          |                                    |
| María Luisa Mendonça | Corazón iluminado                                         |                                    |
| 1998                 |                                                           |                                    |
| Cecilia Roth         | Martín (Hache)                                            |                                    |
| Inés Estévez         | La vida según Muriel                                      |                                    |
| Soledad Villamil     | La vida según Muriel                                      |                                    |
| 1997                 |                                                           |                                    |
| Norma Aleandro       | Sol de otoño                                              |                                    |
| Esther Goris         | Eva Perón                                                 |                                    |
| China Zorrilla       | Besos en la frente                                        |                                    |
| Soledad Silveyra     | Despabílate amor                                          |                                    |
| 1996                 |                                                           |                                    |
| Inés Estévez         | La nave de los locos                                      |                                    |
| Aitana Sánchez-Gijón | La ley de la frontera                                     |                                    |
| Valentina Bassi      | Patrón                                                    |                                    |
| 1995                 |                                                           |                                    |
| Verónica Oddo        | Golpes a mi puerta                                        |                                    |
| Carola Reyna         | El amante de las pel·lículas mudas                        |                                    |
| Laura Morante        | Cuerpos perdidos                                          |                                    |
| 1994                 |                                                           |                                    |
| Luisina Brando       | De eso no se habla                                        |                                    |
| Ana Belén            | El marido perfecto                                        |                                    |
| Inés Estévez         | Matar al abuelito                                         |                                    |
| Vanessa Redgrave     | Un muro de silencio                                       |                                    |
| 1993                 |                                                           |                                    |
| Cecilia Roth         | Un lugar en el mundo                                      |                                    |
| Julia von Grolman    | Cuatro caras para Victoria                                |                                    |
| Sandra Ballesteros   | El lado oscuro del corazón                                |                                    |
| Susú Pecoraro        | ¿Dónde estás, amor de mi vida, que no te puedo encontrar? |                                    |
| 1992                 | Bárbara Mujica                                            | Loraldia (El tiempo de las flores) |
| 1991                 |                                                           |                                    |
| Noemí Frenkel        | Últimas imágenes del naufragio                            |                                    |
| Norma Aleandro       | Cien veces no debo                                        |                                    |
| 1990                 | Cipe Lincovsky                                            | La amiga                           |

### Dècada del 1980
| Any          | Actriu                                    | pel·lícula                                |
| ------------ | ----------------------------------------- | ----------------------------------------- |
| 1989         |                                           |                                           |
| Chela Ruiz   | Mamá querida                              |                                           |
| Selva Alemán | Mamá querida                              |                                           |
| 1988         | Leonor Manso                              | Made in Argentina                         |
| 1987         | Ana María Picchio                         | Chechechela, una chica de barrio          |
| 1986         | Norma Aleandro                            | La historia oficial                       |
| 1985         | Alicia Bruzzo                             | Pasajeros de una pesadilla                |
| 1984         | La cerimònia no es va celebrar aquest any | La cerimònia no es va celebrar aquest any |
| 1983         | Luisina Brando                            | Señora de nadie                           |
| 1982         | Eva Franco                                | De la misteriosa Buenos Aires             |
| 1981         | Dora Baret                                | Mis días con Verónica                     |
| 1980         | La cerimònia no es va celebrar aquest any | La cerimònia no es va celebrar aquest any |

### Dècada del 1970
| Any  | Actriu                                                                | pel·lícula                                |
| ---- | --------------------------------------------------------------------- | ----------------------------------------- |
| 1979 | La cerimònia no es va celebrar aquest any                             | La cerimònia no es va celebrar aquest any |
| 1978 | La cerimònia no es va celebrar aquest any                             | La cerimònia no es va celebrar aquest any |
| 1977 | La cerimònia no es va celebrar aquest any                             | La cerimònia no es va celebrar aquest any |
| 1976 | La cerimònia no es va celebrar aquest any                             | La cerimònia no es va celebrar aquest any |
| 1975 | La cerimònia no es va celebrar aquest any                             | La cerimònia no es va celebrar aquest any |
| 1974 | Thelma Biral (actriz dramática) Mercedes Carreras (actriu de comèdia) | Los siete locos Los padrinos              |
| 1973 | Thelma Biral                                                          | La maffia                                 |
| 1972 | Malvina Pastorino                                                     | La valija                                 |
| 1971 | Julia von Grolman                                                     | Juan Lamaglia y Sra.                      |
| 1970 | Ana María Picchio                                                     | Breve cielo                               |

### Década del 1960
| Any  | Actriu                 | pel·lícula                            |
| ---- | ---------------------- | ------------------------------------- |
| 1969 | Desert                 | Desert                                |
| 1968 | Elsa Daniel            | El romance del Aniceto y la Francisca |
| 1967 | Evangelina Salazar     | Del brazo y por la calle              |
| 1966 | María Cristina Laurenz | Pajarito Gómez                        |
| 1965 | Virginia Lago          | La sentencia                          |
| 1964 | Susana Freyre          | Paula cautiva                         |
| 1963 | María Vaner            | Los jóvenes viejos                    |
| 1962 | María Vaner            | Tres veces Ana                        |
| 1961 | Lydia Lamaison         | Un guapo del 900                      |
| 1960 | Aída Luz               | Aquello que amamos                    |

### Dècada del 1950
| Any  | Actriu                                    | pel·lícula                                |
| ---- | ----------------------------------------- | ----------------------------------------- |
| 1959 | Susana Campos                             | Rosaura a las diez                        |
| 1958 | La cerimònia no es va celebrar aquest any | La cerimònia no es va celebrar aquest any |
| 1957 | Delia Garcés                              | Alejandra                                 |
| 1956 | Olga Zubarry                              | Marianela                                 |
| 1955 | Tita Merello                              | Guacho                                    |
| 1954 | Olga Zubarry                              | El vampiro negro                          |
| 1953 | Tita Merello                              | Deshonra                                  |
| 1952 | Tita Merello                              | Los isleros                               |
| 1951 | Tita Merello                              | Arrabalera                                |
| 1950 | Amelia Bence                              | Danza del fuego                           |

### Dècada del 1940
| Any  | Actriu         | pel·lícula                   |
| ---- | -------------- | ---------------------------- |
| 1949 | Sabina Olmos   | Tierra del Fuego             |
| 1948 | Amelia Bence   | A sangre fría                |
| 1947 | Amelia Bence   | Lauracha                     |
| 1946 | Mecha Ortiz    | El canto del cisne           |
| 1945 | Mirtha Legrand | La pequeña señora de Pérez   |
| 1944 | Mecha Ortiz    | Safo, historia de una pasión |
| 1943 | Amelia Bence   | El tercer beso               |